# Fyska
Fýska är en ort i Grekland.   Den ligger i prefekturen Nomós Kilkís och regionen Mellersta Makedonien, i den norra delen av landet, 400 km norr om huvudstaden Aten. Fýska ligger 361 meter över havet och antalet invånare är 299.
Terrängen runt Fýska är kuperad åt nordost, men åt sydväst är den platt. Runt Fýska är det glesbefolkat, med 10 invånare per kvadratkilometer. Närmaste större samhälle är Kilkis, 16,2 km sydväst om Fýska. Trakten runt Fýska består till största delen av jordbruksmark.

## Industri
Invånare i Fyska bedriver huvudsakligen jordbruk och boskapsskötsel. De viktigaste grödorna i Fyska är vete jordbrukare och tobak.

## Fotbollslag
Fyska har ett fotbollslag kallat Irakli Fyskas på grekiska (Ηρακλή Φύσκας).